# Demoparty

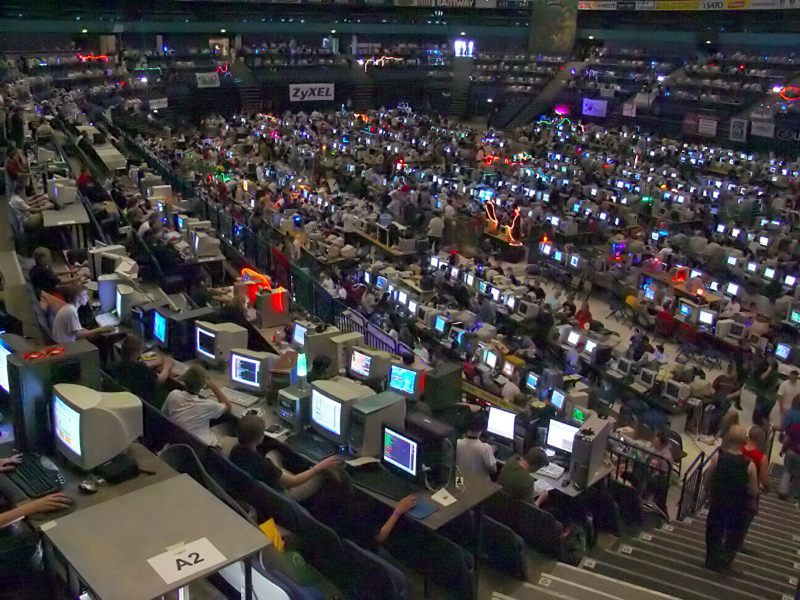
Assembly 2004 - uma combinação de demoparty com LAN party

Demoparty é um evento que reúne demosceners e outros entusiastas de computadores. Uma demoparty típica é um evento que ocorre durante um fim de semana inteiro sem pausas, oferecendo aos visitantes uma diversidade de atividades para troca de conhecimento, diversão, competição de demos etc. A mostra competitiva é exibida à noite, usando um projetor de vídeo e alto-falantes.

## Conceito
Os visitantes de uma demoparty geralmente levam seus próprios computadores para criar, completar e exibir suas criações (as demos). Para isso, as parties providenciam um grande salão (muitas vezes um ginásio de esportes inteiro) com mesas cabeadas com eletricidade e (normalmente) lan com Internet. Devido a essa organização básica, as demo parties lembram as LAN parties e muitos dos maiores eventos (como The Gathering, Assembly e DreamHack) também reunem jogadores e outros entusiastas de informática além dos demosceners. Umas das diferenças alegadas pelos frequentadores de demoparties é que estas se diferenciam das LAN parties por passar mais tempo se socializando que na frente de seus computadores.
Os eventos maiores procuram criar termos alternativos para se descrever perante ao público. Enquanto os eventos sempre foram conhecidos como "demoparties", "copyparties" ou somente "parties" pelos seus freqüentadores, são muitas vezes chamados de "conferências de computador", "feiras de informática", "festival de computadores", "festival de arte informática" ou ainda "encontros geeks" ou "festivais nerds" pelos meios de comunicação e o grande público.
As demoparties são mais freqüentes na Europa, com cerca de cinqüenta eventos todos os anos. Em comparação, houve cerca de doze eventos semelhantes nos EUA. A maioria dos eventos é regional, reunindo demomakers de um único país, enquanto os maiores eventos internacionais (como o Breakpoint e Assembly) atraem visitantes de todo o planeta.
A maioria das demoparties são relativamente pequenas, com um número de visitantes variando entre algumas dezenas a uma centena. Os eventos maiores muitas vezes reunem milhares de visitantes, muitas vezes sem relação alguma com a demoscene.

## Histórico

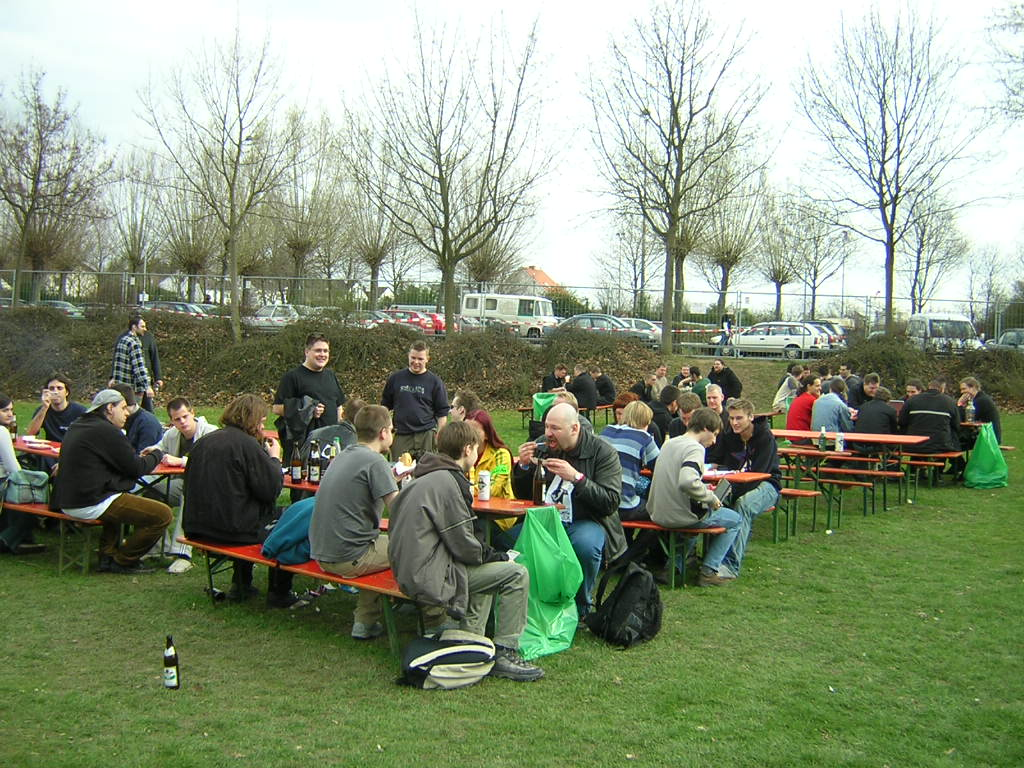
Breakpoint 2005: A festa de verdade está no lado de fora.

As Demoparties começaram a surgir na década de 1980, sob a forma de "copyparties", nas quais piratas de software e criadores de demo se reuniam para se conhecem e compartilharem seus softwares. As competições não se tornaram o aspecto mais importante do evento até o início da década de 1990.
As "Copyparties" em geral pertenciam à cena Amiga e C64. Conforme os compatíveis com PC começaram a tomar o mercado, as dificuldades de criar bons demos e introduções aumentaram. Junto com o aumento das repressões policiais contra a pirataria, as copyparties "underground" começaram a ser substituídas por eventos de nível ligeiramente mais alto, que passaram a ser conhecidos como demoparties. Entretanto, alguns membros mais tradicionais ainda preferem empregar o termo "copyparty" até mesmo para as demoparties atuais.
Durante a década de 1990, o foco dos eventos de afastou das atividades ilegais e passou a ser a criação de demos e as competições. A cópia de material com direitos autorais era muitas vezes explicitamente proibida pelos organizadores, e muitos dos eventos também proibiam o consumo de álcool. Entretanto, pirataria e "bebedeira" ainda acontecem, ainda que de uma maneira muito menos pública.
Três demoparties bem conhecidas e de grande escala foram estabelecidas na década de 1990: a The Party na Dinamarca, a Assembly na Finlândia e a The Gathering na Noruega. Acontecendo todos os anos e atraindo milhares de visitantes, essas festas eram os principais eventos da demoscene naquele período. A Assembly ainda mantem seu status. The Gathering continua a ser organizada anualmente como uma "festa de computador" genérica, mas a maioria dos adeptos agora preferem a Breakpoint, na Alemanha, que ocorre simultaneamente.
A emergência de demoparties de alto nível deu origem aos fenômenos que nem sempre foram bem vindos na cena. Os eventos iniciaram a atrair entusiastas de computadores não filiados, denominados de maneira geral, de "lamers" pelos frequentadores originais. Um grupo particularmente visível nas grandes reuniões desde meados da década de 90 é o de LAN gamers, que frequentemente têm muito pouco interesse na demoscene e usam as instalações da festa principalmente para jogar jogos multi-player. Entretanto, muitos dos demosceners atuais começaram a se interessar por demos a partir de uma visita a uma grande demoparty.

## Propriedades comuns

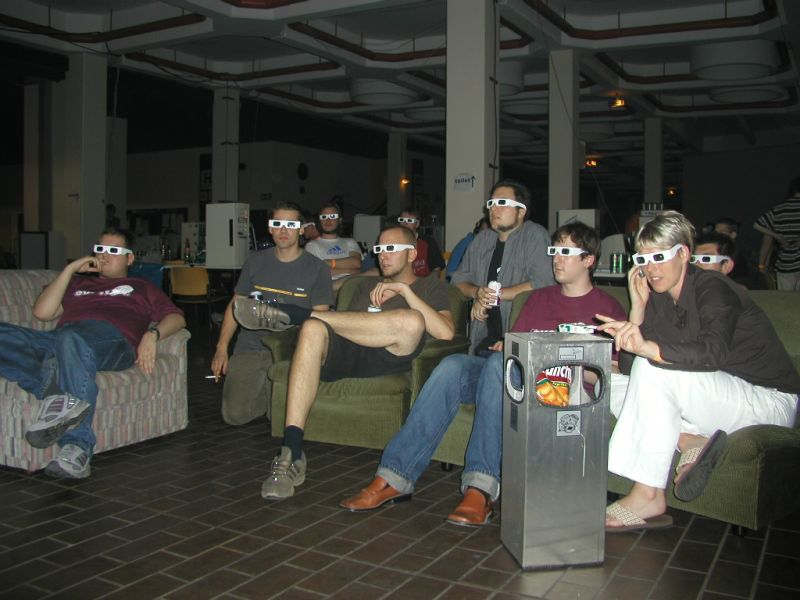
Evoke 2002: Espectadores em um dos salões do demoshow assistem a animações computadorizadas em 3D.

As festas normalmente duram de 2 a 4 dias, em geral de sexta a domingo, para assegurar que os participantes que trabalham ou estudam possam participar. As festas pequenas em geral ocorrem em centros culturais ou escolas, enquanto que as maiores costumam acontecer em ginásios de esporte.
As taxas de entrada variam entre 10 a 40€, de acordo com o tamanho e localidade da festa. Ainda é prática comum em muitos países permitir que mulheres entrem de graça (principalmente devido à baixa concentração de participantes do sexo feminino), embora a maioria das festas aplique a regra "voto somente com bilhete de entrada", o que significa que somente visitantes pagantes podem votar.
É permitido que os participantes tragam seus próprios computadores, mas isso não é de forma alguma uma necessidade, e a maioria dos participantes não o faz. Aqueles que trabalham em empregos relacionados com o computador podem até considerar uma demoparty como uma pausa bem vinda nas horas que passa sentado em frente ao monitor. Para aqueles que levam computadores, tem se tornado cada vez mais comum levar um laptop ou algum tipo de dispositivo portátil, ao invês de um pc do tipo desktop.
É comum que os frequentadores tragam engenhocas sem sentido para a festa, de forma a tornar único seu local na mesa. Pode ser qualquer coisa de um globo de discoteca ou um abajur de plasma até grandes painéis de LED com mensagens deslizantes sobre seu proprietário. Muitos visitantes também levam grandes caixas de som para tocar música. Esse tipo de atividade é particularmente comum entre novos frequentadores, enquanto que os mais experientes costumam preferir uma atmosfera mais tranquila.
Muitas vezes, um quarto isolado de ruídos dotado de carpete ou tapetes é oferecido àqueles que precisem de um lugar para ficar durante a festa. Quando é esse o caso, a maioria dos frequentadores costuma levar um saco de dormir, um colchão inflável ou um colchonete.
Os locais da festa muitas vezes são decorados por panfletos e cartazes dos visitantes. Todos eles têm motivos promocionais, a maioria anunciando um certo grupo e às vezes algum produto, como um demo ou uma revista a serem lançados durante o evento.
É frequente que a maioria dos eventos em uma demoparty ocorram na área externa. Os demosceners costumam passar uma porção de tempo considerável ao ar livre, bebendo e conversando, fazendo churrasco ou praticando esportes como arremesso de hardware ou futebol. Também é uma tradição comum se reunir em torno de uma fogueira à noite, após as competições.

## Demo parties mais significativas
| Demoparty            | Local                     | Anos                | Descrição                                                                                                   |  |
| -------------------- | ------------------------- | ------------------- | --- |  |
| 7DX Party            | Istanbul, Turquia         | 2002 -              | |  |
| Abstract Party       | Gliwice, Polônia          | 2001 -              | |  |
| Alternative Party    | Helsinki, Finlândia       | 1998 -              | Um evento alternativo freqüentado em sua maioria por veteranos.                                             |  |
| Assembly             | Helsinki, Finlândia       | 1992 -              | Uma das mais antigas demoparties em atividade no mundo.                                                     |  |
| BCN Party            | Barcelona, Espanha        | 2000 -              | |  |
| Breakpoint           | Bingen, Alemanha          | 2003 -              | A maior demoparty "restrita" à demoscene, sucessora do Mekka & Symposium.                                   |  |
| Buenzli              | Winterthur, Suíça         | 1999 -              | |  |
| Chaos Constructions  | São Petersburgo, Rússia   | 1999 - 2001, 2004 - | A maior demoparty das ex-repúblicas soviéticas, sucessora da Enlight.                                       |  |
| Codex Alpe Adria     | Udine, Itália             | 2003 -              | Evento com foco em Commodore64 e Amiga.                                                                     |  |
| Euskal Encounter     | Bilbau, Espanha           | 1995 -              | Demo e LAN-party.                                                                                           |  |
| Evoke                | Colônia, Alemanha         | 1997 -              | Demoparty oarganizada pela Digitale Kultur e. V..                                                           |  |
| Function             | Budapeste, Hungria        | 2003 -              | |  |
| FOReVER              | Trencin, Eslováquia       | 2003 -              | Evento exclusivamente 8-bit (Atari, Commodore 64, ZX Spectrum).                                             |  |
| The Gathering        | Lillehammer, Noruega      | 1992 -              | Maior demoparty norueguesa, se tornou nos últimos anos mais uma LAN-party.                                  |  |
| if                   | Valência, Espanha         | 2003 -              | |  |
| Inércia              | Porto, Portugal           | 2001 - 2008         | |  |
| Mekka & Symposium    | Fallingbostel, Alemanha   | 1996 - 2002         | Uma das demoparties mais respeitadas. Com o seu fim, parte da organização do evento criou o Breakpoint.     |  |
| Nullarbor            | Perth, Austrália          | 2005 -              | Única demoparty Australiana.                                                                                |  |
| Pilgrimage           | Salt Lake City, Utah, EUA | 2003 -              | Única demoparty norte-americana.                                                                            |  |
| React                | Patras, Grécia            | 2002 - 2004         | |  |
| PixelShow            | Patras, Grécia            | 2005 -              | Sucessora da React.                                                                                         |  |
| Sundown              | Exeter, Reino Unido       | 2005 -              | A primeira demoparty no Reino Unido desde 1999.                                                             |  |
| Solskogen            | Ås, Noruega               | 2002 -              | |  |
| Scene Event          | Harridslev, Dinamarca     | 2000 -              | Conhecida anteriormente como Summer Encounter                                                               |  |
| Takeover             | Eindhoven, Países Baixos  | 1997 - 2001         | |  |
| The Party            | Aars, Dinamarca           | 1992 - 2002         | Um das maiores e mais antigos eventos, foi abandonada pelo público em seus últimos anos por falta de apoio. |  |
| The Ultimate Meeting | Durlach, Alemanha         | 1999, 2002 -        | Organizada geralmente entre o Natal e o ano novo.                                                           |  |
| VIP                  | Lyon, França              | 1999 - 2002         | |  |
| X                    | Ruurlo, Países Baixos     | 1995 -              | Evento para Commodore 64                                                                                    |  |
| FS LanParty          | Lisboa, Portugal          | 2007 -              | |  |

(Nota: Os anos indicados podem incluir alguns em que o evento não foi organizado, mas ocorreu tanto antes quanto depois)

### Outros eventos
- DreamHack
- NAID
- Krangparty
- Movement
- Norvegia Dataparty